# لانگ جین سیلور
لانگ جین سیلور (انگلیسی: Long Jeanne Silver) بازیگر پورنوگرافی پیشین آمریکایی است. وی برای دخول باقیمانده پای قطع شده‌اش به شریک جنسی خود در فیلم‌هایش در دهه‌های هفتاد و هشتاد میلادی مشهور بود.
پیش از پورنوگرافی وی استریپر بود. وی همچنین در فیلمی با نام خودش، لانگ جین سیلور، حضور داشت.